# 225

225(이백이십오)는 224보다 크고 226보다 작은 자연수다.

## 수학
- 합성수로, 그 약수는 1, 3, 5, 9, 15, 25, 45, 75, 225다. 진약수의 합은 178이므로, 225는 부족수다.
- 15번째 제곱수(152)다. 앞의 제곱수는 196, 다음 제곱수는 256이다.
- 9번째 팔각수다. 앞의 팔각수는 176, 다음 팔각수는 280이다.
- 5번째 이십사각수다. 앞의 이십사각수는 136, 다음은 336이다.
- {\displaystyle 225=9^{2}+12^{2}}
  - 연속하는 두 개의 {\displaystyle 3n}({\displaystyle n}은 자연수)의 제곱합으로 나타낼 수 있으며, 이 성질을 지닌 앞의 수는 117, 다음 수는 369다.
- {\displaystyle 225=1^{3}+2^{3}+3^{3}+4^{3}+5^{3}}
  - 연속하는 자연수 5개의 세제곱합으로 나타낼 수 있는 가장 작은 수이며, 이 성질을 지닌 다음 수는 440이다.
- {\displaystyle 26^{2}-1}은 225로 나누어떨어진다.

## 과학
- NGC 225: 카시오페이아자리 방향에 있는 산개성단.

## 교통

### 철도
- 서울 지하철 2호선 방배역의 역번호.
- 부산 도시철도 2호선 주례역의 역번호.
- 대구 도시철도 2호선 감삼역의 역번호.

### 도로
- 국도 제225호선
  - 일본 225번 국도(일본어판): 가고시마현 마쿠라자키시에서 가고시마시까지 이어지는 일본의 국도.
  - 스페인 225번 국도(스페인어판): 스페인의 국도.
- 기타 도로
  - 현도 제225호선

## 군사
- U-225(영어판, 독일어판): 제2차 세계 대전에 사용된 나치 독일의 군용 잠수함.

## 문화유산
- 대한민국의 국보 제225호: 창덕궁 인정전
- 대한민국의 보물 제225호: 여주 신륵사 다층석탑
- 대한민국의 사적 제225호: 강화 초지진

## 방송
- 지니 TV의 디마TV 채널 번호.
- B tv의 ONT 채널 번호.
- U+ TV의 프랑스 방송인 뮤지엄 채널 번호.
- LG헬로비전의 영국 공영 방송인 CBeebies 채널 번호.
- B tv 케이블의 STB 상생방송 채널 번호.
- KT HCN의 이벤트TV 채널 번호.

## 기타
- 날짜: 2월 25일
- 연도: 225년, 기원전 225년